# Бург Сент Мари
Бург Сент Мари (фр. Bourg-Sainte-Marie) насеље је и општина у североисточној Француској у региону Шампањ-Арден, у департману Горња Марна која припада префектури Шомон.
По подацима из 2011. године у општини је живело 100 становника, а густина насељености је износила 10,88 становника/km². Општина се простире на површини од 9,19 km². Налази се на средњој надморској висини од 330 метара.

## Демографија
| 1962. | 1968. | 1975. | 1982. | 1990. | 1999. | 2011. |
| ----- | ----- | ----- | ----- | ----- | ----- | ----- |
| 125   | 147   | 147   | 125   | 117   | 110   | 100   |

График промене броја становника у току последњих година